# Gallico (Reggio Calabria)
Gàllico (Gallicò in greco-calabro) è un quartiere che fa parte della IX circoscrizione del comune di Reggio Calabria; situato nella parte nord della città, è costituito da una zona marina che si affaccia sullo Stretto di Messina (Gallico Marina) e da una collinare (Gallico Superiore).
Ha una superficie pari a 8,97 chilometri quadrati, con una popolazione pari a 15 685 abitanti (dati fine 2010).

## Geografia fisica
Gallico non ha una precisa lottizzazione, ma si sviluppa principalmente lungo la SS 18, detta più comunemente Via Nazionale, e lungo la linea di costa, mentre Gallico Superiore si sviluppa nella convergenza delle strade Casa Savoia, Trapani Lombardo e Anita Garibaldi. La presenza della ferrovia separa nettamente la collina dal mare, sono comunque disponibili diverse strade che garantiscono il collegamento mare-monte. 
Fenomeno fortemente preoccupante è l'erosione del litorale, a volte soggetto a violente mareggiate. Il lungomare è stato (e continua ad essere) soggetto ad urbanizzazione selvaggia, con edifici di vari stili ed altezze che deturpano la bellezza della zona.

## Storia
Gallico ha sempre fatto parte del territorio storico della grande città di Reggio, seguendone la storia nel corso dei secoli caratterizzata dalle numerose scorrerie dei barbari. La parte marina conserva i ruderi di una torre di guardia di cui una zona ancora oggi porta il nome di Piazza Torre di Guardia; altri ruderi di due torri sono presenti sulla collina della "Motta Rossa", una delle quattro motte principali a guardia della città di Reggio. Gallico subì nella sua storia frequenti alluvioni provocate dalla fiumara omonima e dal San Biagio.
Vi sorgeva un antico monastero greco chiamato Santa Domenica di Gallico.

## Monumenti e luoghi d'interesse

### Chiese
- Chiesa parrocchiale di Santa Maria di Porto Salvo (Gallico Marina);
- Chiesa parrocchiale di San Nicola di Mira vescovo (Santa Domenica);
- Chiesa di San Biagio vescovo e martire (Gallico Superiore);
- Santuario Madonna della Grazia (Gallico Superiore);
- Chiesa di Sant'Antonio (Passo Caracciolo Gallico Marina);
- Chiesa di Itria (Scaccioti Gallico Marina);
- Chiesa cristiana "Gesù Cristo è il Signore".

### Monumenti
- Statua al Senatore Antonio Trapani Lombardo in piazza Madonna della Grazia (Gallico Superiore);
- Statua rappresentante la Madonna con in braccio il Bambino, in piazza Calvario (Gallico Superiore);
- Monumento ai Defunti, Cimitero di Gallico;
- Monumento ai Caduti (1956), piazza Posta (Gallico Marina);
- Statua La Madonnina (1956), via Marina (Gallico);
- Fontana settecentesca "Tri funtani", caratteristica per le tre fonti a testa di leone, Fondaco nuovo;
- Ruderi della chiesa vecchia di Santa filumena (Santa Domenica).

### Parchi e luoghi di aggregazione
- Il Parco della Mondialità, in piazza Madonna della Grazia, a Gallico Superiore, fu eretto per volontà di Padre Aurelio Cannizzaro, missionario saveriano. Il Parco della Mondialità, che si sviluppa intorno ad una chiesa di Gallico Superiore, ospita le riproduzioni delle abitazioni tipiche di antiche civiltà, una via Crucis, ed un anfiteatro.
- Il centro "Angelina Cartella", in via Quarnaro, a Gallico Marina, attivo durante tutto l'anno con numerose iniziative culturali e concerti, luogo di ritrovo per molti giovani della città.
- L'Oratorio Salesiano, che da circa cinquant'anni è un importante punto di riferimento per la crescita umana e cristiana di fanciulli, ragazzi e giovani.

Fino al 2007 è stato gestito dalla Figlie di Maria Ausiliatrice. In seguito alla partenza delle suore, la struttura e le attività sono gestite da un gruppo di laici salesiani in comunione con la Parrocchia.

## Cultura

### Media
- Nuovo Giangurgolo - La voce di Reggio Nord, mensile di informazione e formazione, fondato da Oreste Arconte nel 1985.
- Reggio Quartieri
- Sito web www.gallicomarina.it

### Eventi
- 29/31 gennaio
- Festa religiosa e civile San Giovanni Bosco oratorio salesiano Gallico Superiore;
- febbraio:
  - Festa religiosa e civile chiesa di San Biagio (Gallico Superiore);
  - Mascherina D'oro – Parco della Mondialità (Gallico Superiore).
- maggio:
  - (Prima settimana)- Festa della "Madonna Greca", Reggio Calabria.
- giugno:
  - Festa religiosa chiesa parrocchiale di S. Sebastiano “Diminniti di Sambatello”.
- luglio:
  - Concorso Canoro "Giovani Voci" - "Teatro Greco" - Parco della Mondialità
  - Festa religiosa e civile Maria SS del Carmelo “Sambatello”;
  - Settimana teatrale a Gallico - Fondata dal Gruppo Teatro Libero Gallicese nel 1979.
- agosto:
  - Festa religiosa S. Maria di Porto Salvo (Gallico Marina);
  - Festa religiosa e civile Madonna delle Grazie (Gallico Superiore);
  - Festa religiosa Santa Maria della Neve (San Giovanni di Sambatello);
  - Festa dei tre quartieri Troncovito – Lampione – Pietra della Zita, organizzata dall'associazione culturale Tre Quartieri
  - Sagra dell'agrume - santa domenica - Istituita e organizzata da Adele Bertè negli anni '90
  - Festa del mare a Gallico Marina

## Infrastrutture e trasporti
Uno svincolo dell'Autostrada A2 porta direttamente nel quartiere, che è servito inoltre dalla Strada statale 18 Tirrena Inferiore proveniente da Catona (Nord) o da Archi (Sud), e dalla Strada Statale 184 proveniente da Gambarie (frazione di Santo Stefano in Aspromonte).
A Gallico è inoltre presente una delle stazioni ferroviarie della città denominata "RC Gallico".

## Sport

### Tennis
Il Tennis Three Brothers Pharaon il 25 giugno 2017 ha raggiunto la promozione in Serie B, dopo aver conquistato per tre anni consecutivi il Campionato Regionale di Serie C (2015, 2016, 2017). Il T.C. Pharaon da anni riunisce e cresce atleti a livello Nazionale e Mondiale.